# Rue Froidevaux
Pour les articles homonymes, voir Froidevaux.
La rue Froidevaux est une voie du 14e arrondissement de Paris, en France.

## Situation et accès
Cette voie relie la place Denfert-Rochereau à l'avenue du Maine et longe le cimetière du Montparnasse.
La rue Froidevaux rencontre les voies suivantes, dans l'ordre des numéros croissants (« g » indique que la rue se situe à gauche, « d » à droite) :
- début : place Denfert-Rochereau
  - rue Boulard (g)
  - rue Victor-Schœlcher (d)
  - rue Eugène-Pelletan (g)
  - rue Lalande (g)
  - rue Gassendi (g)
  - rue Émile-Richard (d)
  - rue Roger (g)
  - rue Deparcieux (g)
  - rue Fermat (g)
  - rue Auguste-Mie (g)
- fin : avenue du Maine

La rue Froidevaux est desservie par :
- la station Denfert-Rochereau des lignes 4 et 6 du métro et la gare de Denfert-Rochereau de la ligne B du RER, la station Gaîté de la 13 et la station Raspail des lignes 4 et 6.

## Origine du nom

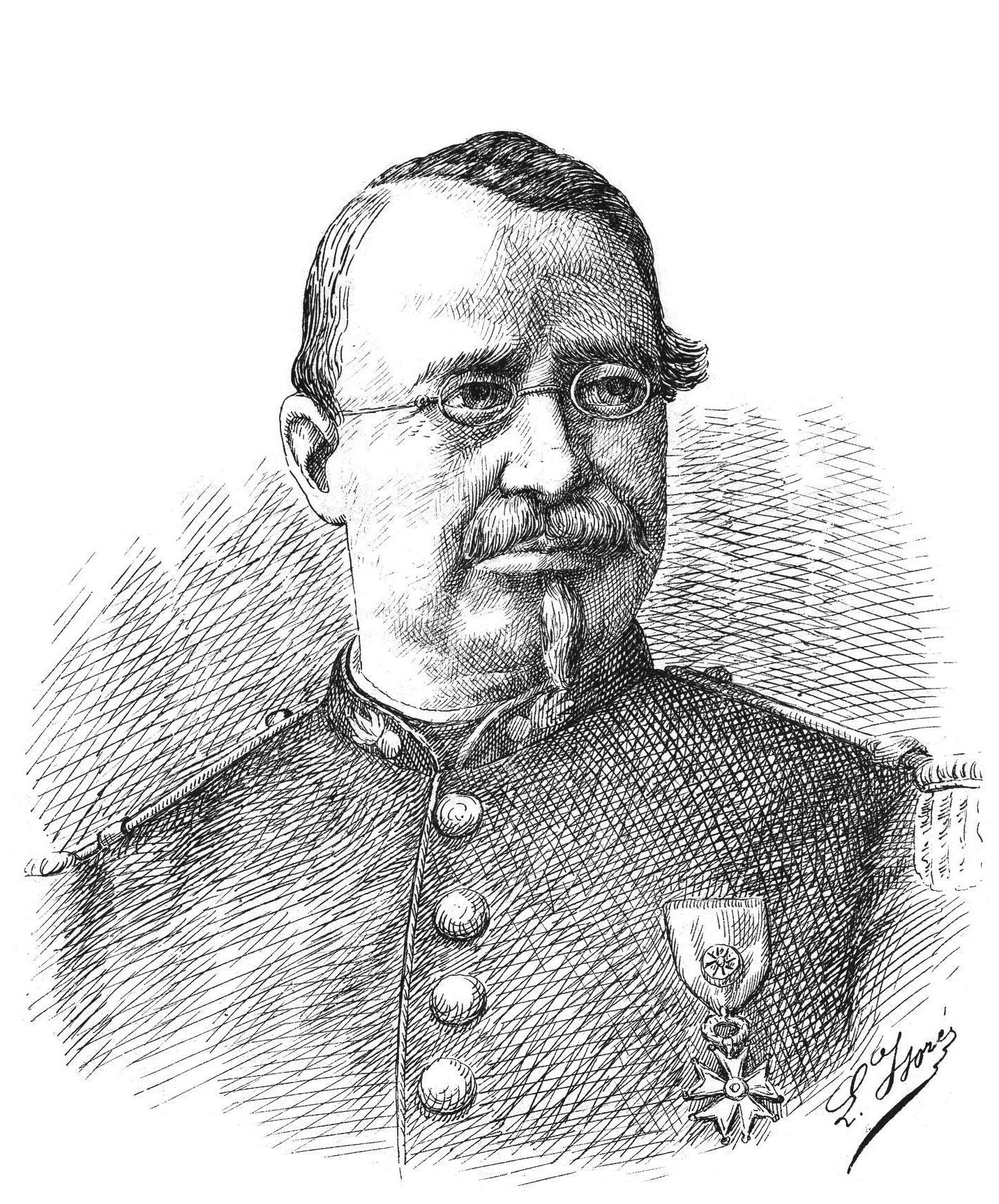
Portrait du lieutenant-colonel Froidevaux par Louis Isoré (La Halle aux charges, 21 octobre 1882).

Elle porte depuis 1896 le nom du Saint-Cyrien et lieutenant-colonel des sapeurs-pompiers de Paris, François Xavier Eugène Froidevaux (1827-1882), mort lors d’un immense incendie dans une fabrique d’ustensiles de ménage situé au no 67, boulevard de Charonne à Paris et inhumé dans le cimetière du Montparnasse.

## Historique
La rue Froidevaux, précédemment « rue du Champ-d'Asile » et située au Petit-Montrouge, territoire de la commune de Montrouge annexé par la ville de Paris en 1860, tirait son premier nom de l'ancien cimetière dans lequel les frères de la Charité inhumaient leurs défunts. L'emplacement de ce petit cimetière dont les frères étaient propriétaires correspond au secteur sud-ouest de l’actuel cimetière du Montparnasse dans lequel se trouve encore la tour du moulin de la Charité.
En 1896, la « rue du Champ-d'Asile » prend le nom de « rue Froidevaux ».

## Bâtiments remarquables et lieux de mémoire
- Le côté pair de la rue est occupé en grande partie par le cimetière du Montparnasse.

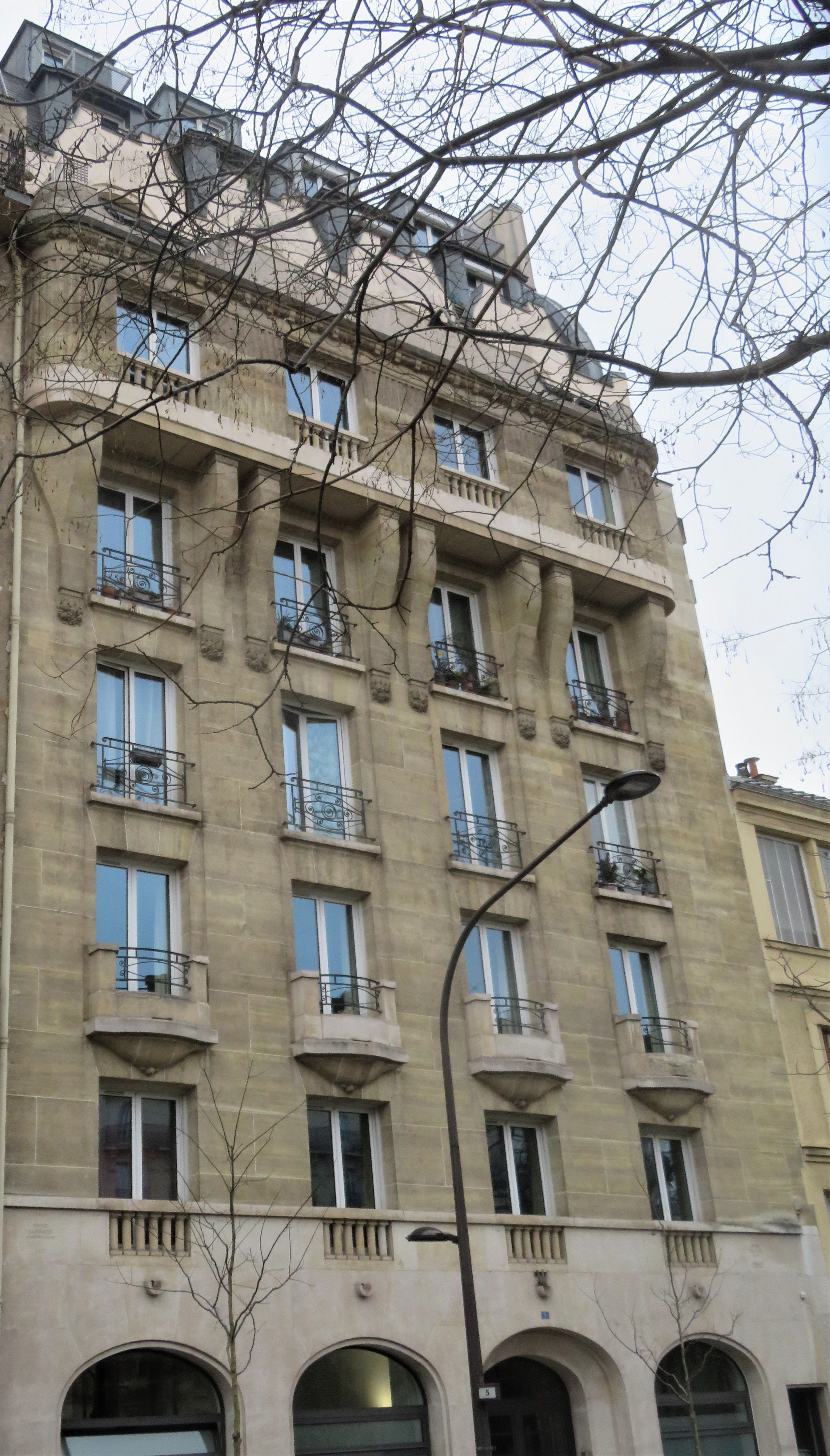
5 rue Froidevaux.

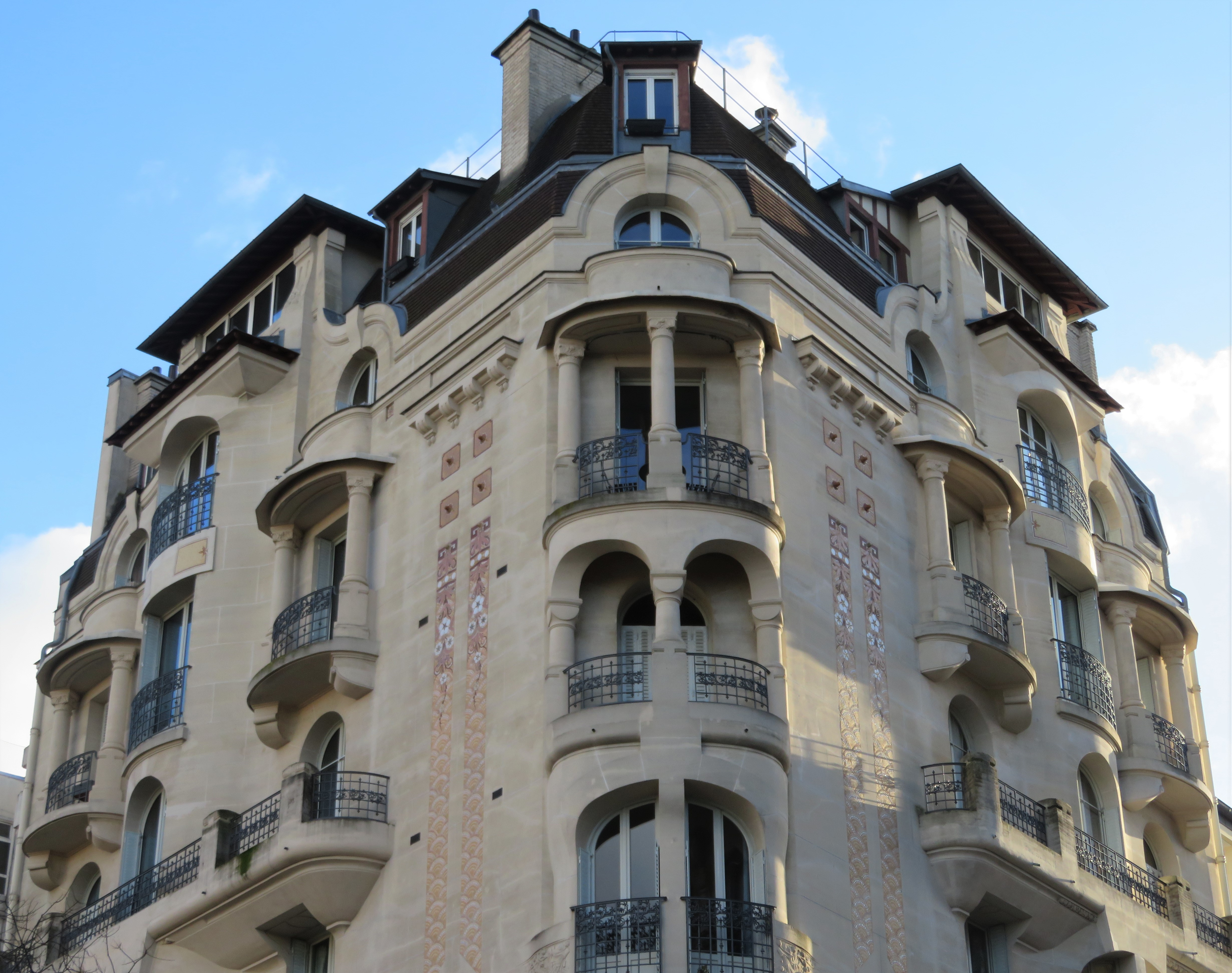
Immeuble du 11 rue Froidevaux.

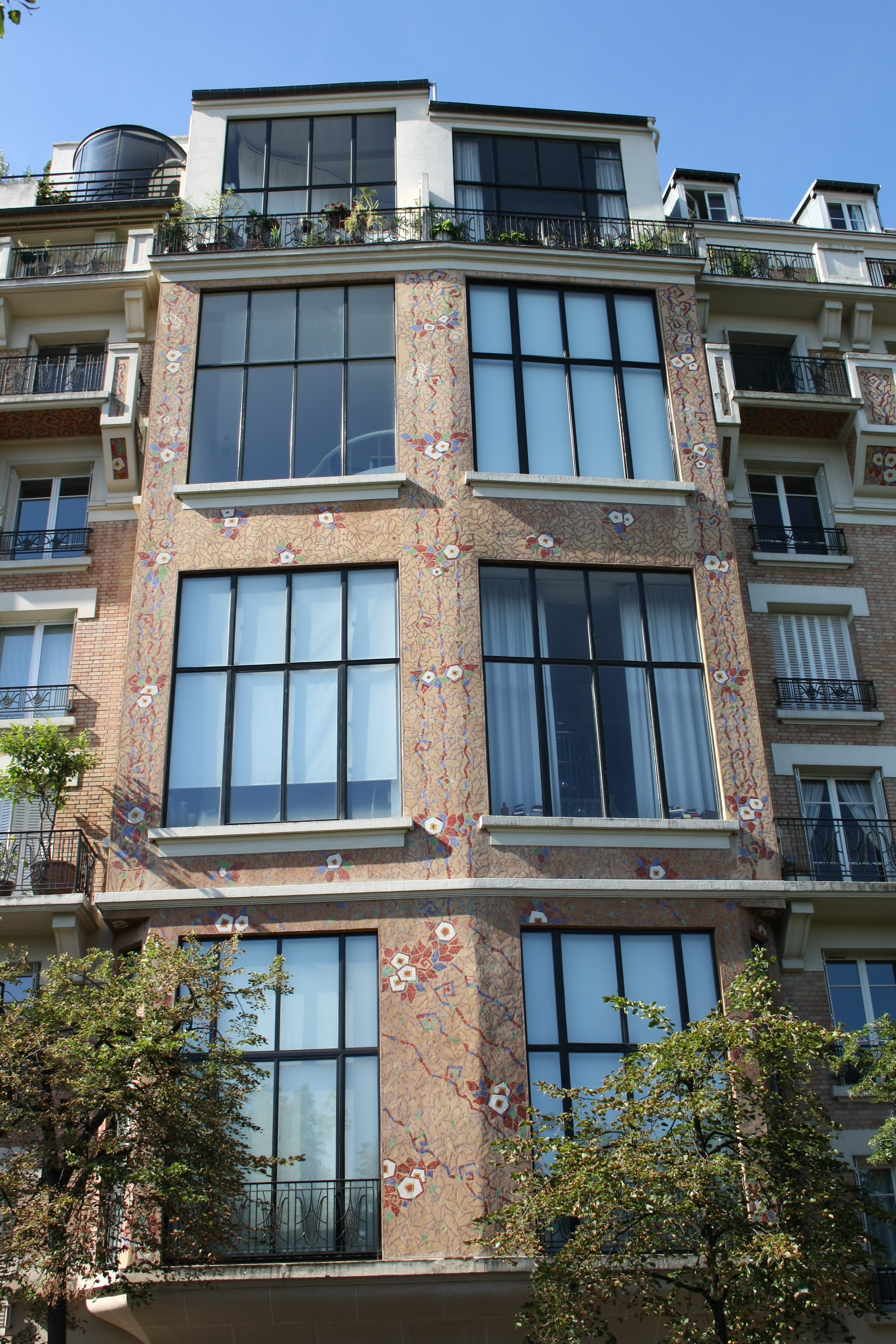
21 rue Froidevaux.

- No 4 : Charles Lapicque (1898-1988), peintre de la nouvelle École de Paris et Juste parmi les nations, y demeura de 1927 à 1988, année de sa mort[4], dans un immeuble acheté en partie par Émile Borel pendant la Grande Guerre, et qui a hébergé de nombreux chercheurs et artistes.
- No 5 : immeuble construit en 1919 (Henri Tauzin architecte, Albert Binquet sculpteur[5]) qui abrita, dès son achèvement, divers services placés sous l'autorité de l'administration des Postes et Télégraphes (P. et T.), notamment la Direction du service de la télégraphie sans fil (TSF), l'École de TSF de l'administration des P. et T. et, de 1921 à 1940, la station radiotélégraphique dite Bureau Central Radio (BCR, crée en 1920 sous l'appellation Bureau Central TSF[6].), précédemment installée rue Saint-Dominique. En 1940, il fut envisagé d'aménager depuis les sous-sols de cet immeuble un accès aux Catacombes et d'y transférer les services afin de les mettre à l'abri des bombardements. Ce projet fut abandonné en raison de l'ampleur des travaux nécessaires et faute de temps. Le 12 juin 1940, le personnel se replia en plusieurs groupes vers différentes stations de province, en emportant le matériel[7]. En août 1944, la Direction générale des transmissions des Forces françaises de l'intérieur (FFI) s'y installa. La Direction des services radioélectriques réintégra les lieux après la Libération de Paris.
- No 11 : immeuble de rapport de 1915 à l'angle de la rue Boulard, relevant de la période tardive de l'Art nouveau. Son permis de construire du 13 février 1911 nous indique son commanditaire, Émile Gérondeau, ainsi que son architecte, Léon Boucher (père d’Hélène Boucher, célèbre aviatrice). Ce bâtiment présente de nombreuses originalités, comme ses doubles fenêtres et ses balcons arrondis. On peut également noter, le long de la façade, de longues guirlandes de fleurs en grès. La superbe porte cintrée ornée de sgraffites est due à la manufacture Gentil et Bourdet. Les façades symétriques sur les deux rues (Boulard et Froidevaux) arborent une composition tripartite de loggias et de balcons en cascade d'un effet saisissant. Cet immeuble marque la transition entre l'Art nouveau et l'Art déco.
- No 15 : l'écrivain Jacques Rivière y vivait en 1911. L'écrivain Philippe Besson raconte dans son roman Arrête avec tes mensonges[8] qu'il y a résidé plusieurs années[9].
- No 17 : immeuble mixte logements/activités (LBM) portant l'inscription Thollard, arch. 1900?[10]. L'écrivain et poète suisse Charles-Ferdinand Ramuz y vécut de 1903 à 1914[11].
- No 21-23 : construit sous la conduite de Georges Grimbert en 1929, l’immeuble abrite des habitations et des ateliers d’artistes. La façade en brique est recouverte dans les deux travées centrales d’une mosaïque florale de style Art déco[12]. Ancien domicile de l'aviatrice Maryse Bastié[13](1898-1952). Le journaliste et historien Pierre Gaxotte résida dans cet immeuble[14].
- No 37 : à cette adresse ont habité : le peintre, plasticien et homme de lettres français, naturalisé américain, Marcel Duchamp[15] (1887-1968), ainsi qu'en 1925-1926, le sculpteur et peintre suisse Alberto Giacometti (1901-1966) et son frère Diego[16] (1902-1985). Marie Vassilieff (1884-1957), artiste peintre et sculptrice russe, y demeura[17]. De 1937 à 1939, le photographe hongrois Robert Capa (1913-1954) avait dans cet immeuble son atelier, dans lequel travaillaient également la photojournaliste allemande Gerda Taro (1910-1937), morte en reportage, et le photographe polonais David Seymour (1911-1956), dit Chim, futur cofondateur, avec Capa, de l'agence agence Magnum (1947). Une plaque apposée sur la façade en 2014 rend hommage à ces trois photographes et pionniers du reportage de guerre, célèbres pour leurs images du Front Populaire et de la Guerre civile espagnole[18].
- Nos 37 et 39 (anciennement 39 rue du Champ d'Asile) : emplacement de l'ancienne entrée du passage privé dénommé « villa Daguerre », supprimé en 1889[19], qui aboutissait au no 54 de la rue Daguerre[20].
- No 59 : l'écrivain suisse Georges Borgeaud (1914-1998) habite à cette adresse dès 1951[21].
- No 69 : passage Fermat depuis 1927, précédemment passage du Champ d'Asile. L'affichiste, graveur et sculpteur Louis Oury (1867-1940), originaire de Montauban, ancien élève de Henri Chapu et de Jean-Paul Aubé, membre de la Société des artistes français, habitait à cette adresse dans les années 1910 et y était encore domicilié en 1926[22],[23]. Quittant le boulevard du Montparnasse, l'écrivain Ernest Hemingway s'y installe en 1926.

## Galerie

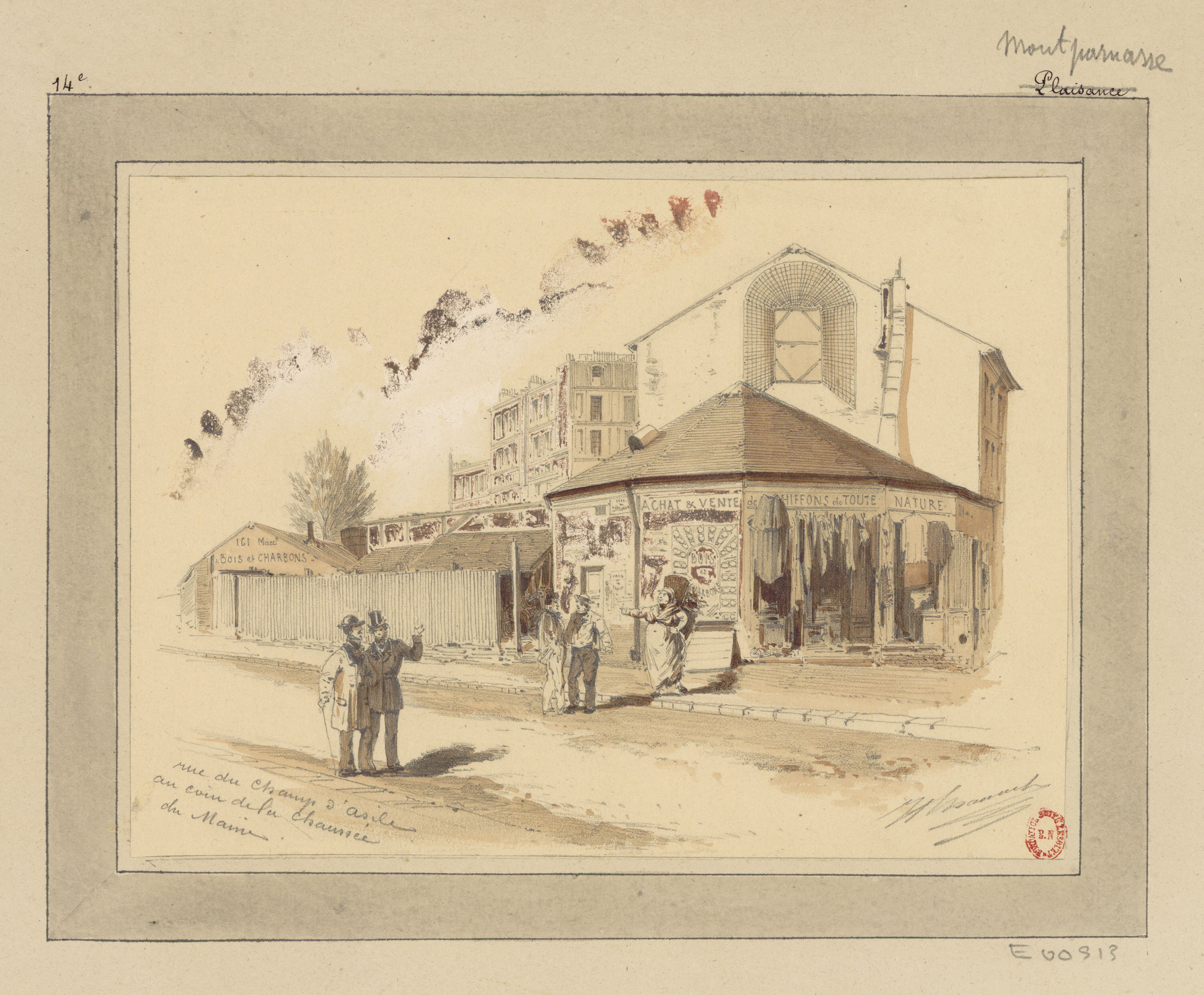
Le coin avec l'avenue du Maine en 1870 (dessin de Jules-Adolphe Chauvet).
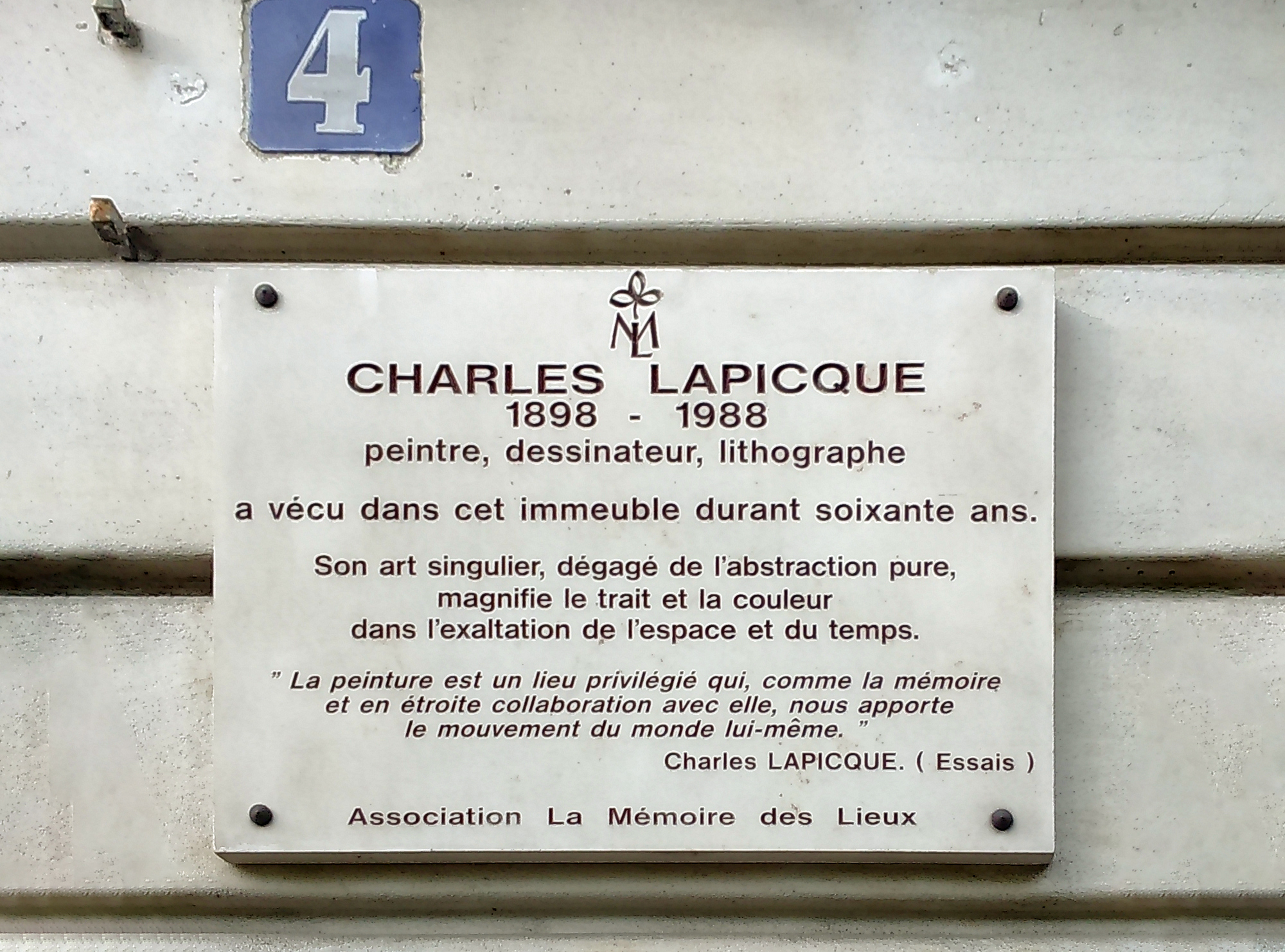
Plaque commémorative de Charles Lapicque, au no 4.
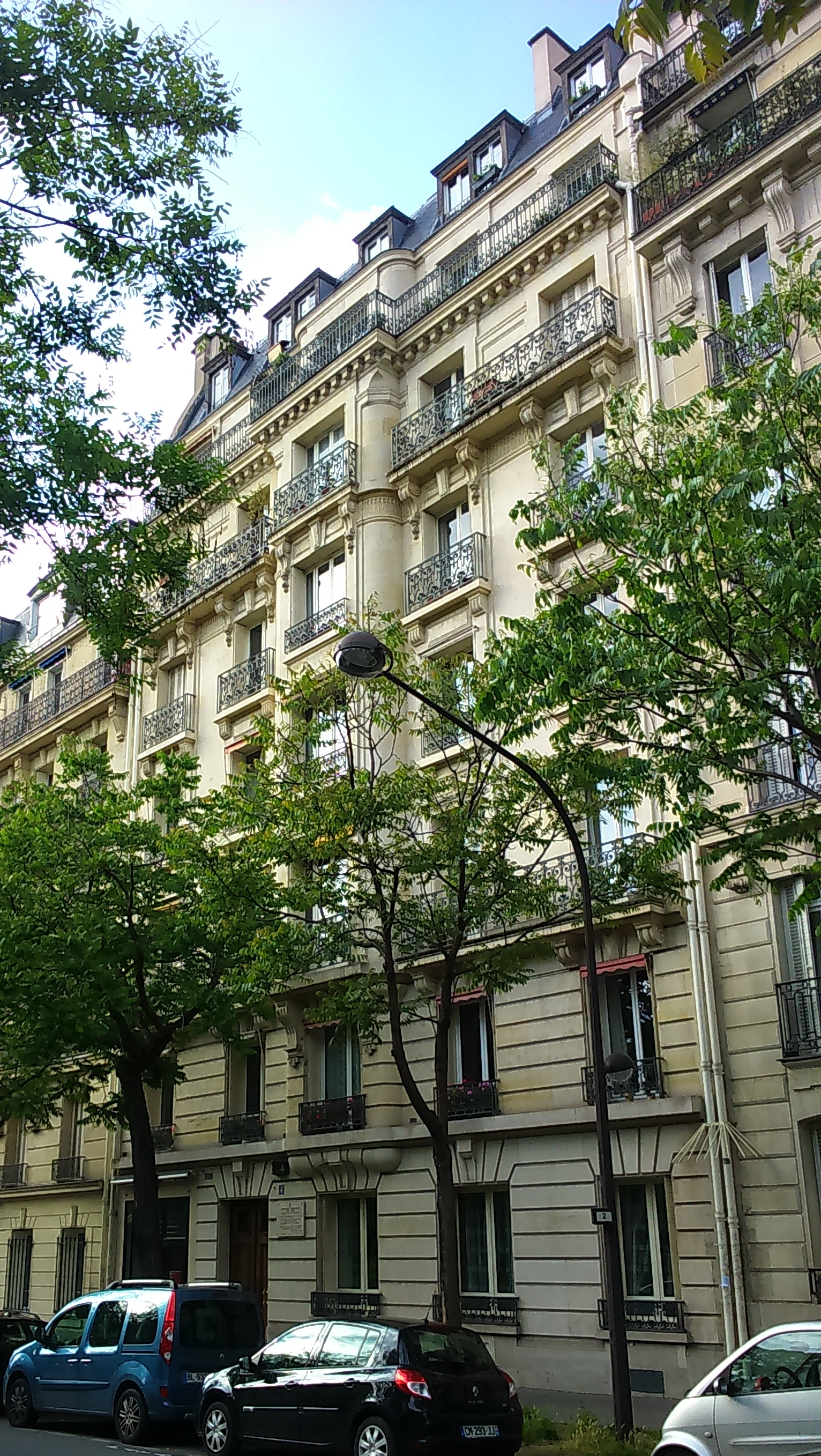
Immeuble du no 4.
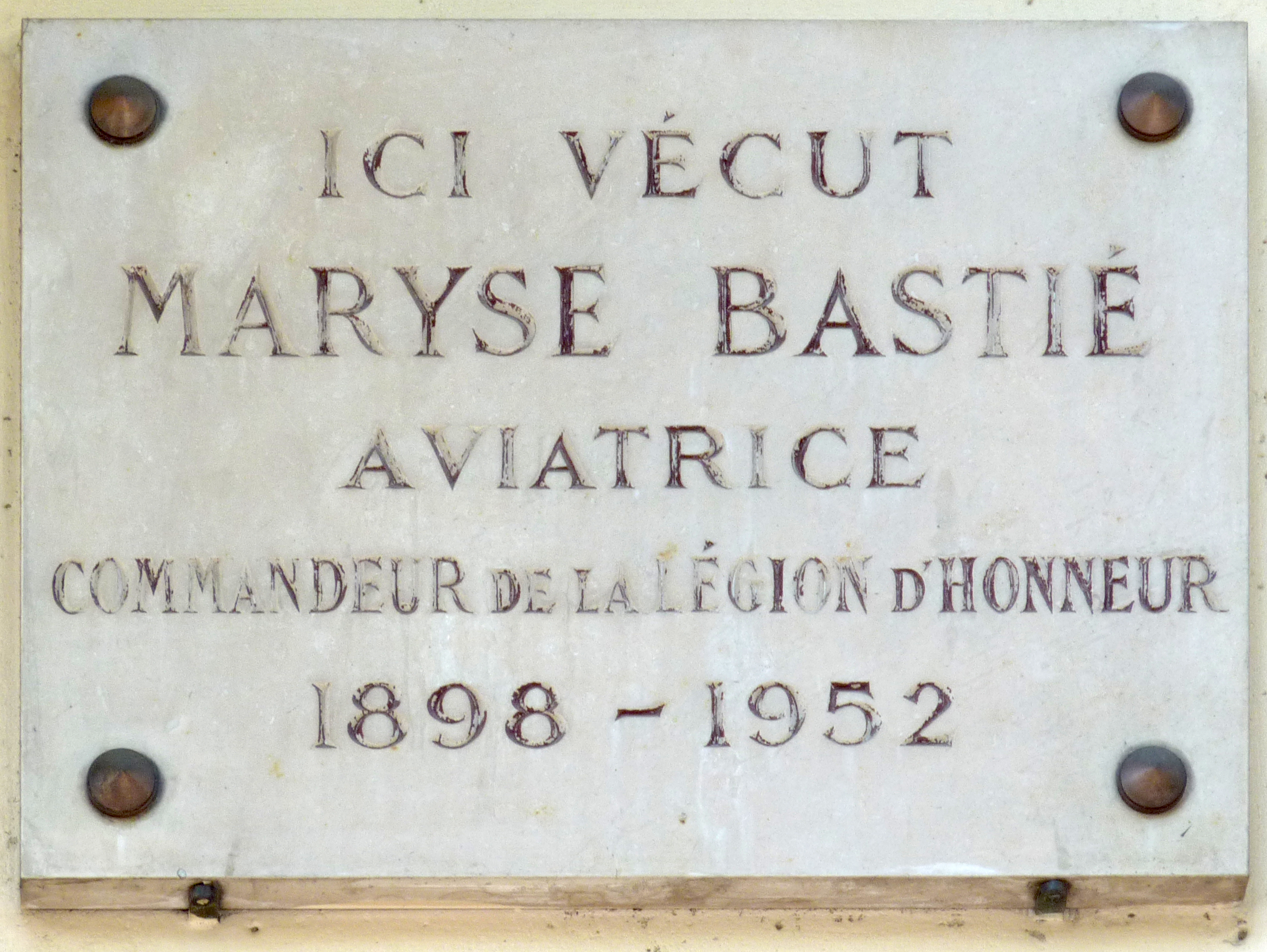
Plaque du no 23.
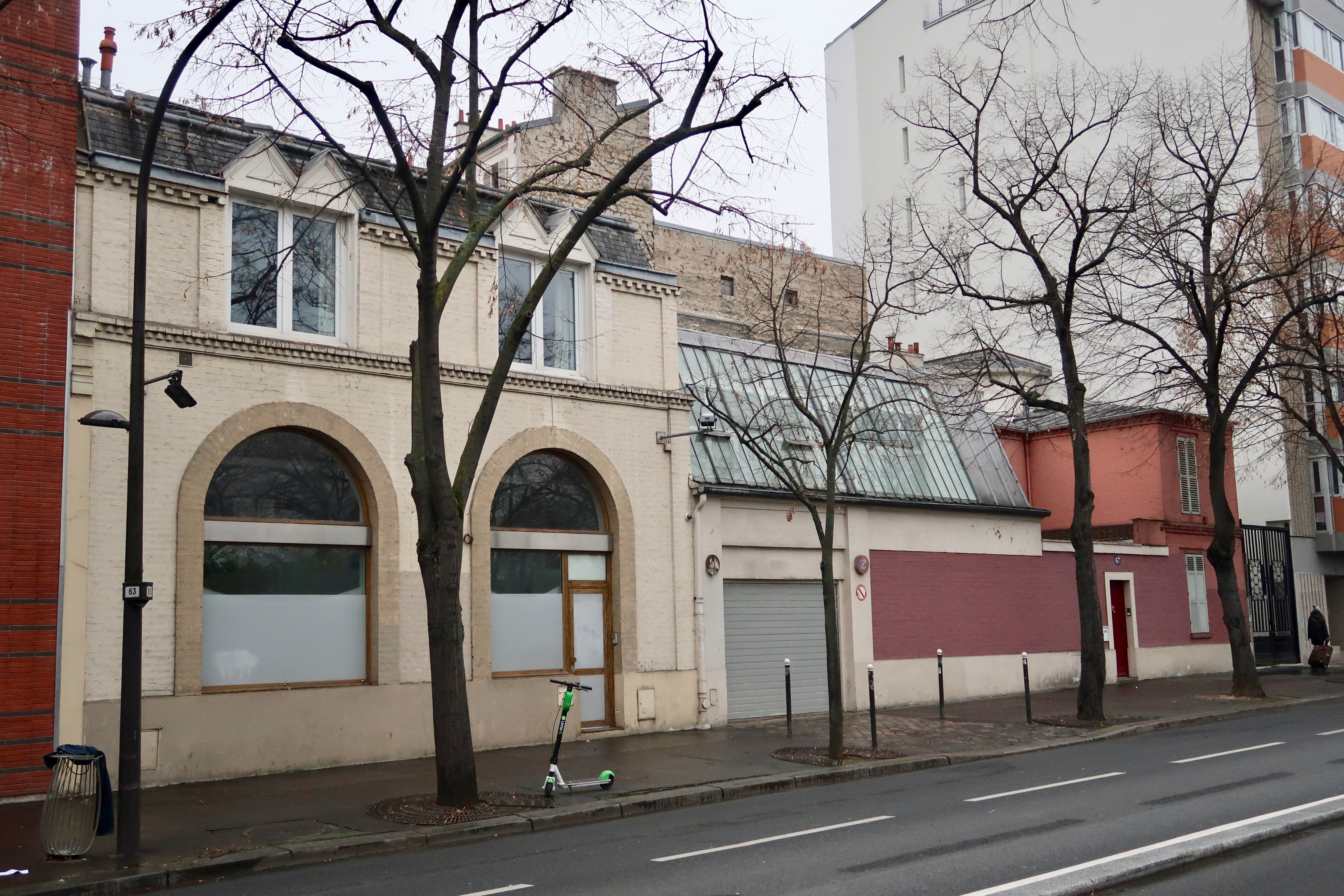
Nos 65-67.

## En littérature
C'est au no 19, de la rue Froidevaux que Charles-Ferdinand Ramuz situe l'atelier de l'artiste peintre fictif et personnage principal de son roman Aimé Pache, peintre vaudois, publié en feuilletons en 1910.
Dans son roman, Chien de printemps (1993), l'écrivain Patrick Modiano situe dans la rue Froidevaux — qui occupe une place centrale dans le livre — l'atelier du photographe fictif Francis Jansen, ami de Robert Capa, pour lequel il réalise, à dix-neuf ans, un important travail d'archivage de ses clichés avant que ce dernier ne disparaisse.
C'est dans la rue du Champ-d'Asile, ancien odonyme de la rue Froidevaux, qu'Auguste (amant de Désirée Vatard) réside dans le roman de Joris-Karl Huysmans, Les Sœurs Vatard (1879).

## En musique
Dans la chanson La ballade des cimetières, Georges Brassens écrit en parlant d'un jeune homme qui collectionne les caveaux que la Camarde l'expédia rue Froidevaux, pour dire que la mort vint le prendre.